# Староверова, Нина Васильевна
Ни́на Васи́льевна Старове́рова (26  февраля 1931, Казанское, Сернурский район, Марийская автономная  область, Горьковский край, РСФСР, СССР — 2 апреля 2002, Йошкар-Ола, Марий Эл, Россия) — токарь Марийского машиностроительного завода (1948—1986). Депутат Верховного Совета РСФСР VII созыва (1967—1971), заместитель Председателя Верховного Совета Марийской АССР 8-го созыва (1971—1975).

## Биография
Родилась 26  февраля 1931  года в селе Казанское ныне Сернурского района Марий Эл.
Окончила 8 классов  местной школы, в 1948 году — ремесленное училище № 1 в г. Йошкар-Оле.
В 1948—1986 годах — токарь Марийского машиностроительного завода. Отличалась высокой квалификацией, передачей опыта молодым, рационализаторскими предложениями, внедрёнными в производство, активной общественной деятельностью. 
В 1967—1971 годах — депутат Верховного Совета РСФСР VII созыва, в 1971—1975  годах — заместитель Председателя Верховного Совета Марийской АССР 8-го созыва. Также избиралась депутатом Йошкар-Олинского городского Совета депутатов трудящихся Х созыва. 
Награждена орденом Октябрьской Революции и медалями. 
Ушла из жизни 2 апреля 2002 года в Йошкар-Оле.

## Награды
- Орден Октябрьской Революции[1]
- Медаль «За доблестный труд. В ознаменование 100-летия со дня рождения Владимира Ильича Ленина»[1]

## Память
Фотодокументальные материалы из личного архива депутата Н. В. Староверовой ныне хранятся в Государственном архиве Республики Марий Эл и представлены в музее Марийского машиностроительного завода. 